# Kingston (Ontario)
 For alternative betydninger, se Kingston. (Se også artikler, som begynder med Kingston)
Kingston er en by i provinsen Ontario i Canada. Byen ligger hvor Saint Lawrence-floden løber ud af Ontariosøen. Den har et befolkningstal på 132.485 (2021) og et areal på 450 km2
. Indbyggerne er hovedsageligt engelsksprogede.
Kingston er et civilt og militært uddannelsescentrum og huser krigsskolen Royal Military College of Canada og Queen's University.

## Historie
Franskmanden Samuel de Champlain udforskede området, først i 1615 og derefter i 1673. Af de europæiske magter var det Frankrig som først tog Cataraqui, stedet hvor Kingston ligger, i besiddelse. Stedet var strategisk beliggende, både militært og økonomisk. Franskmændene byggede Fort Frontenac. Briterne erobrede fortet i 1758 og i 1863 blev hele regionen afstået til Storbritannien. Stedet fik navnet King's Town efter kong Georg 3. af Storbritannien.
I 1832 blev Kingston og Ottawa forbundet med Rideaukanalen, og dette satte skub i byens økonomiske udvikling. Fra 1841 og et par år fremover var Kingston hovedstad i provinsen Canada. Byen fik jernbane i 1856.

## Militære institutioner
Canadas første militærakademi, Royal Military College of Canada (RMC), blev etableret på Point Frederick i Kingston i 1874 og tog de første kadetter ind i 1876.
McNaughton Barracks, tidligere Camp Barriefield, er en anden militærbase i byområdet.

## Uddannelse
I 1841 blev Queen's College at Kingston grundlagt af den presbyterianske kirke. Institutionen udviklede sig til Queen's University.
St. Lawrence College ligger også i byen.